# Arno Ziemann
Arno Ziemann (* 6. Dezember 1941) ist ein ehemaliger deutscher Fußballspieler. 1961 spielte er für die BSG Lokomotive Stendal in der DDR-Oberliga, der höchsten Spielklasse im DDR-Fußball.

## Sportliche Laufbahn
In der Saison 1960 (Kalenderjahr-Spielzeit) bestritt der 18-jährige Arno Ziemann seine ersten Spiele für die 1. Mannschaft der Betriebssportgemeinschaft (BSG) Lokomotive Stendal. Diese war in der Vorsaison aus der Oberliga abgestiegen und musste 1960 in der zweitklassigen DDR-Liga antreten. Von den 26 Punktspielen absolvierte Ziemann neun Begegnungen und kam einmal zum Torerfolg. Nachdem Stendal den sofortigen Wiederaufstieg geschafft hatte, plante Trainer Werner Wagner für die Oberligasaison 1961/62 (Rückkehr zum Herbst-Frühjahr-Spieljahr) Ziemann als Verteidiger ein und setzte ihn auch in den ersten drei Punktspielen ein. Es folgten anschließend noch drei Versuche als Einwechselspieler, danach kam Ziemann nicht mehr in der Oberliga zum Einsatz. Zur nächsten Saison erschien er nicht mehr im Stendaler Aufgebot. Während der Saison 1963/64 tauchte Arno Ziemann mit einem DDR-Liga-Einsatz bei der BSG Turbine Magdeburg auf. Danach war er nicht mehr im höherklassigen Fußball vertreten.

## Stationen
- 1960 bis 1962: BSG Lokomotive Stendal
- 1963 bis 1964: BSG Turbine Magdeburg